# IC 2041
IC 2041 је спирална галаксија у сазвјежђу Еридан која се налази на листи објеката дубоког неба у Индекс каталогу.
Деклинација објекта је - 32° 49' 3" а ректасцензија 4h 12m 34,9s. Привидна величина (магнитуда) објекта IC 2041 износи 13,6 а фотографска магнитуда 14,6. IC 2041 је још познат и под ознакама ESO 359-28, PGC 14656.